# Amtsgericht Vietz
Das Amtsgericht Vietz war ein preußisches Amtsgericht mit Sitz in Vietz, Provinz Brandenburg.

## Geschichte
Im Rahmen der Reichsjustizgesetze wurden 1879 reichweit einheitlich Amtsgerichte gebildet. Vietz war dabei kein Gerichtsstandort. Mit dem Gesetz, betreffend die Einrichtung eines Amtsgerichts in Vietz vom 2. Januar 1905 wurde beschlossen, ein Amtsgericht Vietz als 15stes Amtsgericht im Bezirk des Landgerichtes Landsberg a.W. zu errichten. Sein Gerichtsbezirk umfasste die Gemeinden Vietz, Balz, Neu-Balz, Ludwigsruh mit Wildwiese, Spiegel, Briesenhorst, Fichtwerder, Pyrehne, Tornow mit Teerofen, Massin, Schützensorge, Woxholländer, Alt- und Neu-Diedersdorf, Klein-Heide, Alt- und Neu-Hopfenbruch, Groß-Rehne,  Pyrehner Holländer, Logau, Stennewitzer Hütte und die Gutsbezirke Vietz-Forst, Schützensorge, Radorf mit Blumenberger Vorwerk, Vietzer Schmelze und Mühlenteich, Charlottenhof, Massin, Pyrehne und Döllensradung (vorher im Sprengel des Amtsgerichts Landsberg a.W.) sowie die Gemeinde Scharnhorst vom Amtsgericht Küstrin. Das Gericht nahm zum 1. Oktober 1908 seine Arbeit auf.
1945 wurde der Sprengel des Gerichtes unter polnische Verwaltung gestellt. Das Amtsgericht Vietz musste entsprechend seine Tätigkeit einstellen.